# NGC 5030
NGC 5030 је спирална галаксија у сазвежђу Девица која се налази на NGC листи објеката дубоког неба.
Деклинација објекта је - 16° 29' 28" а ректасцензија 13h 13m 54,1s. Привидна величина (магнитуда) објекта NGC 5030 износи 12,7 а фотографска магнитуда 13,6. NGC 5030 је још познат и под ознакама MCG -3-34-23, PGC 45991.